# NGC 4696
NGC 4696 (również PGC 43296) – galaktyka eliptyczna (E1/P), znajdująca się w gwiazdozbiorze Centaura. Odkrył ją James Dunlop 7 maja 1826 roku.

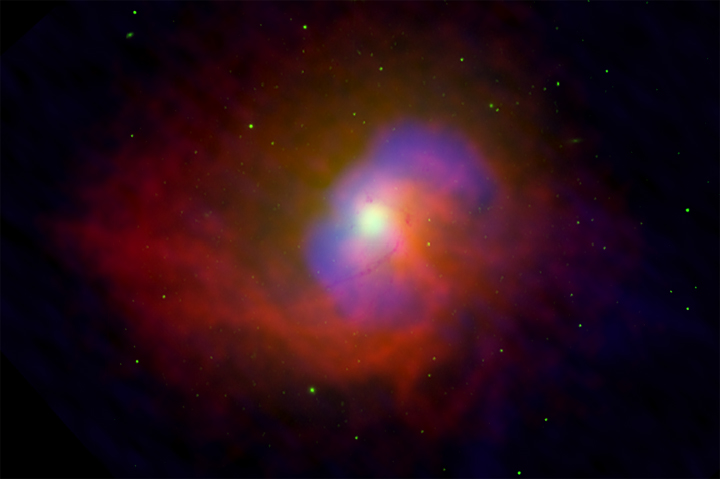
Obraz w wielu zakresach fal elektromagnetycznych: promieniowanie rentgenowskie - kolor czerwony, radiowe - niebieski, podczerwień - zielony.

Jest najjaśniejszą galaktyką Gromady w Centaurze (Abell 3526).